# La trampa del amor
La trampa del amor (título original en inglés: Passion) es una novela de fantasía de la saga Oscuros (Fallen) escrita por Lauren Kate y publicada el 14 de junio del 2011.
Es la secuela de Torment, continúa la historia de Lucinda Price (Luce), quien, al final del libro anterior, decide averiguar más sobre su vida pasada y la de Daniel, transponiéndose a través de una anunciadora, haciendo caso omiso de la petición de Daniel de que no siguiera. Daniel, el novio de Luce y ángel caído, decide seguirla, con la promesa de encontrarla y rescatarla. Antes de que Luce y Daniel se conocieran en Espada y Cruz (Sword & Cross), y antes de que lucharan contra los Inmortales, ya habían vivido muchas vidas. Y así Luce, desesperada por abrir la maldición que condena su amor, debe volver a sus encarnaciones pasadas con el fin de entender su destino. Cada siglo, cada vida, tiene una pista diferente. Pero Daniel está persiguiéndola a lo largo de los siglos, antes de que tenga la oportunidad de reescribir la historia.

## Argumento
El amor comienza. Luce morirá por Daniel. Y lo hará. Una y otra vez. como en vidas pasadas, Luce y Daniel se han reencontrado, solo para ser dolorosamente separados, Luce muerta, Daniel solo y destrozado. Pero tal vez, no tiene que ser así. Luce tiene la seguridad de que algo o alguien en una vida pasada puede ayudarla en su presente. Así comenzará el viaje más importante de Luce en esta vida. Volver al pasado para observar en persona sus romances con Daniel. Y finalmente desbloquear la clave para hacer de su amor, el último. Cam y las legiones de Ángeles y Proscritos están desesperados por encontrar a Luce, pero Daniel es el que esta aún más desesperado por encontrarla, el la ha perseguido a través de las vidas que compartieron, pensando horrorizado de lo que puede llegar a pasar, ella reescribe la historia porque su amor eterno podría quedar en llamas, para siempre.

## Personajes
- Lucinda 'Luce' Price

Después de los acontecimientos en Oscuros: El poder de las sombras, Luce tratará de viajar a sus diferentes vidas pasadas para descubrir cuáles son los secretos que Daniel no quiere que sepa, ella quiere encontrar una forma de acabar con la maldición que tiene su amor.
- Daniel Grigori

Ángel caído y novio de Luce. Él tratará de llevar a Luce de vuelta al presente, desde las sombras. Se dará cuenta de que él mismo puede hacer algo para poner fin a su maldición, y de otra revelación muy familiar.
- Cameron 'Cam' Briel

Cam también es un ángel caído. Él tratará de ayudar a Daniel para que recupere a Luce de entre las sombras, pero Daniel se negará a su ayuda. Su pasado se dará a conocer y la razón de por qué escogió estar del lado de Lucifer, y algo más fuerte, algo familiar.
- Arriane Alter

Arriane es otro ángel caído, aliada de Daniel. Ella va a ser una de las pocas que se atreverán a ir con Luce detrás de las sombras.
- Roland Sparks

Es otro ángel caído, aliado de Cam. Él será capaz de hablar con Luce en una de sus vidas pasadas y sabrá que ella es del futuro.
- Mary Margaret 'Molly' Zane

Ángel caído aliada de Cam. Quién no se ha llevado muy bien con Luce desde el comienzo.
- Gabrielle 'Gabbe' Givens

Gabbe es un ángel caído aliada de Daniel. Ella hace todo lo posible para convencer a Daniel para que este del lado del Cielo.
- Miles Fisher

Él es uno de los Nephilim, y uno de los primeros amigos que hace Luce en Shoreline (Oscuros: El poder de las sombras). Demostró lo mucho que ama Luce. Le será útil a Daniel en este libro y pronto estará en buenos términos con él.
- Shelby

Una amiga Nephilim de Luce. Ella estará con Miles en busca de Luce en las sombras.

## Nuevos personajes
- Lucifer/Bill

El primer ángel caído. Una de las razones del inicio de la gran caída. Engaña a Luce en las anunciadoras y se hace a aparecer como una pequeña gárgola, "Bill". El trata de hacer que Luce se suicide.
- Annabelle

Ella se introdujo brevemente en Oscuros, pero también jugará algunos papeles de menor importancia en este libro. Ella se presentó con Luce como la hermana mayor de Arriane. Su cabello es rosa y su actitud es tranquila a diferencia de Arriane.
- Lyrica

Una de los elders que quedan.
- Vivina

Otra de los elders que quedan.

## Tipos de ángeles
- Ángel Caído

Según la Biblia, un ángel caído es un ángel que, codicia un poder superior, termina la entrega de "la oscuridad y el pecado." El término "ángel caído" indica que es un ángel que cayó del cielo. El más famoso es el ángel caído Lucifer. Los ángeles caídos son muy comunes en las historias de conflicto entre el bien y el mal. En el mundo de Oscuros hay dos bandos, el bando llamado comúnmente Ángeles están de lado del Trono (Dios) y los Demonios, tipo de ángeles caídos que eligieron estar de lado de Lucifer; cada bando reside de su poder de su deidad, el Trono o Lucifer.  
- Nefilim

Nefilim, son los hijos de los ángeles caídos que tienen con los mortales. Según en El poder de las sombras, algunos Nefilim tienen alas y pueden poseer talentos sobrenaturales menores (clonarse, lectura de la mente, etc). Los jóvenes Nefilims están aún en desarrollo de sus poderes, es por eso que es introducida la Escuela de la Costa, que además de ser un lugar de enseñanza es un refugio para los medio ángeles, ellos después de concluir sus estudios y perfeccionar sus habilidades tendrán que elegir un bando para la guerra. 
- Proscritos

Un rango particular de ángeles (Proscritos). Cam los describe como el peor tipo de ángel. Se quedaron junto a Lucifer durante la "revuelta", pero no dieron un paso al inframundo con él. Una vez que la batalla terminó, trataron de regresar al cielo, pero era demasiado tarde. También menciona que cuando trataron de ir al infierno, Lucifer los echó fuera permanentemente, y los dejó ciegos. Sin embargo, los marginados tienen un tremendo control de los otros cuatro sentidos. En El poder de las sombras, persiguen a Luce, porque piensan que si la capturaran, tendrán el acceso al cielo. Ellos residen su poder de Azazel, el ángel caído único, uno de los pocos forjadores de estrellas que aún sabe cómo crear Flechas Estelares.
- Elders

No se explica muy bien que es lo que son los Elders, pero ellos quieren ver muerta a Luce más que nada. La Srta. Sophia es una de ellos, y trató de matar a Luce a finales de Oscuros
- Scale

Guía de residentes de "Anunciadoras" (también conocidos como los "Shadows").